# 瀬峰飛行場

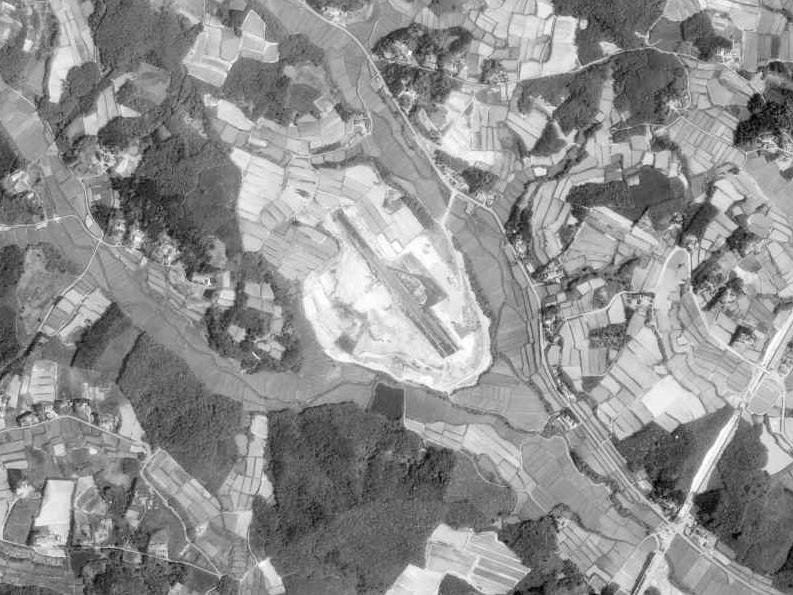
瀬峰飛行場の空中写真（1977年）
開場間もない頃。

瀬峰飛行場（せみねひこうじょう）は、宮城県栗原市瀬峰にある私設の飛行場（場外離着陸場）である。1977年（昭和52年）に開設された。軽飛行機、グライダーの滑走路として利用される他、東日本パイロット協会によるパイロット育成にも使用される。また、ヘリコプター用のヘリパッドも備える。離着陸場の利用に当たっては航空法第79条のただし書きの場外申請が東日本パイロット協会を通じ必要である。定期航空路線の発着はない。
離着陸場の運営は主に東日本パイロット協会が行っている。また、離着陸場敷地内に同協会の関係者が経営する自動車用ハーネス部品メーカー「ブルーギア」があり、同社によって離着陸場の管理・活用がなされている。毎年、秋に東日本パイロット協会およびブルーギアの主催によって「くりはら秋・夢まつり」がここで開催され、毎回5000人程度の来場者がある。このイベントではモーターパラグライダーやセスナ機など小型機のデモフライトや体験飛行が行われ、さらにヘリコプターやマイクロライトプレーンを間近で見ることができる。

## 歴史
瀬峰飛行場は1977年（昭和52年）5月に開設された。この飛行場は私設のものであり、40名の有志が2年の月日をかけて完成させた。その後、1988年（昭和63年）に村上商会がこれを取得した。
2008年（平成20年）6月14日に発生した岩手・宮城内陸地震では、被災状況把握のための調査飛行でここが利用された。同地震を機に、三陸海岸での防災訓練に以前から参加していたアマチュア航空家を中心にして、操縦士・無線技士・救急救命士・看護師等による災害ボランティア組織がここを拠点として2010年（平成22年）1月10日に立ち上げられ、自主的に訓練をしている。
2011年（平成23年）3月11日に発生した東北地方太平洋沖地震では、津波の被害が甚大だった沿岸部までヘリコプターで10分程度との近さを生かし、同組織がここを拠点に活動し、支援物資の輸送拠点および報道ヘリコプターの中継点の1つとしても機能した。

## 空港データ
- 開港：1977年（昭和52年）5月
- 所在地：宮城県栗原市瀬峰小深沢232
- 管理者：東日本パイロット協会（場外利用申請は、東日本パイロット協会から一括申請）
- 交信：離着陸時は、VHF122.6 MHzの一方送信。

## 参考
太平洋戦争中に日本海軍が少年航空兵の訓練用に設置した飛行場はここではなく、瀬峰と高清水の境界付近の低い丘陵地にあった四壇原飛行場である。四壇原飛行場には戦闘機の配置はなく、複葉の練習機が置かれていた。この飛行場の建設時期は終戦間際であり、終戦の日となる1945年（昭和20年）8月15日にも飛行場整備のための作業が行われていて、作業員達は作業の合間の昼休みに日本の無条件降伏を知ったという。終戦後に飛行場として使われることはなく、その敷地は水田として開墾された。